# Associació Professional de Traductors i Intèrprets de Catalunya
L'Associació Professional de Traductors i Intèrprets de Catalunya (APTIC) és una associació independent i sense ànim de lucre. Es va constituir oficialment l'1 de gener de 2009 i està oberta a tots els professionals del sector amb formació acadèmica o experiència professional acreditada. És membre de la Federació Internacional de Traductors (FIT) i de la Red Vértice. L'APTIC compta amb més de vint anys d'experiència en la representació i defensa del col·lectiu de traductors i intèrprets, i en l'organització d'activitats de formació i promoció per als professionals dels sector. L'APTIC està formada per més de 650 associats.
Es va constituir amb la fusió de les dues associacions generalistes de traductors i intèrprets de Catalunya: l'Associació de Traductors i d'Intèrprets de Catalunya (ATIC) i Traductors i Intèrprets Associats pro-Col·legi (TRIAC). L'ATIC va ser fundada el 1994 per un grup d'estudiants de traducció (entre ells Anna Llisterri) que volien fer front a la manca de legislació específica i d'organització del sector. TRIAC va néixer un any més tard amb l'objectiu principal de crear un col·legi oficial de traductors i intèrprets que permetés la regulació de l'exercici de la professió a Catalunya.
Durant deu anys totes dues associacions van funcionar separadament. El 2006, però, es va presentar la llei sobre l'exercici de professions titulades i de col·legis professionals, que excloïa la possibilitat de crear un col·legi oficial de traductors i intèrprets. En aquell moment, els objectius de l'ATIC i TRIAC van passar a ser els mateixos i es va començar a gestar la futura fusió.